# St. Petersburg Open 2021
St. Petersburg Open 2021 là một giải quần vợt thi đấu trên mặt sân cứng trong nhà. Đây là lần thứ 26 giải St. Petersburg Open được tổ chức, và là một phần của ATP World Tour 250 trong ATP Tour 2021. Giải đấu diễn ra tại Sibur Arena ở Saint Petersburg, Nga, từ ngày 25 đến ngày 31 tháng 10 năm 2021.

## Nội dung đơn

### Hạt giống
| Quốc gia | Tay vợt               | Xếp hạng1 | Hạt giống |
| -------- | --------------------- | --------- | --------- |
| RUS      | Andrey Rublev         | 6         | 1         |
| CAN      | Denis Shapovalov      | 14        | 2         |
| ESP      | Roberto Bautista Agut | 20        | 3         |
| RUS      | Aslan Karatsev        | 22        | 4         |
| USA      | Taylor Fritz          | 30        | 5         |
| RUS      | Karen Khachanov       | 31        | 6         |
| KAZ      | Alexander Bublik      | 35        | 7         |
| USA      | Sebastian Korda       | 38        | 8         |

- Bảng xếp hạng vào ngày 18 tháng 10 năm 2021

### Vận động viên khác
Đặc cách:
- Yshai Oliel
- Nino Serdarušić
- Evgenii Tiurnev

Bảo toàn thứ hạng:
- Pablo Andújar

Vượt qua vòng loại:
- Egor Gerasimov
- Yoshihito Nishioka
- Emil Ruusuvuori
- Botic van de Zandschulp

## Nội dung đôi

### Hạt giống
| Quốc gia | Tay vợt         | Quốc gia | Tay vợt          | Xếp hạng1 | Hạt giống |
| -------- | --------------- | -------- | ---------------- | --------- | --------- |
| GBR      | Jamie Murray    | BRA      | Bruno Soares     | 33        | 1         |
| RSA      | Raven Klaasen   | JPN      | Ben McLachlan    | 54        | 2         |
| ESA      | Marcelo Arévalo | NED      | Matwé Middelkoop | 71        | 3         |
| KAZ      | Andrey Golubev  | MON      | Hugo Nys         | 87        | 4         |

- Bảng xếp hạng vào ngày 18 tháng 10 năm 2021

### Vận động viên khác
Đặc cách:
- Jonathan Erlich /  Andrei Vasilevski
- Daniil Golubev /  Evgenii Tiurnev

## Nhà vô địch

### Đơn
- Marin Čilić đánh bại  Taylor Fritz, 7–6(7–3), 4–6, 6–4

### Đôi
- Jamie Murray /  Bruno Soares đánh bại  Andrey Golubev /  Hugo Nys, 6–3, 6–4